# Sbor Prokopa Holého

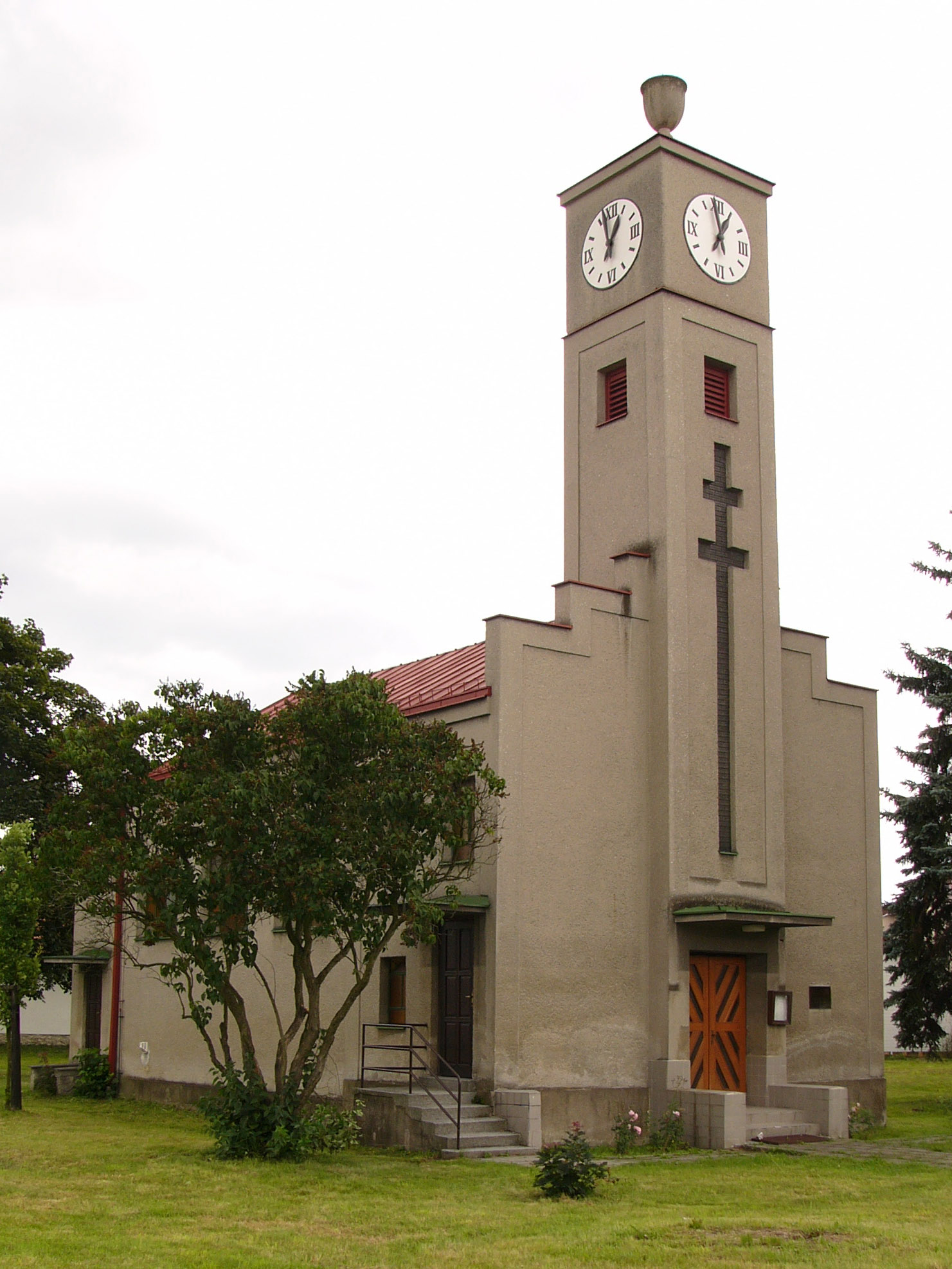
Sbor Prokopa Holého v Olomouci-Černovíře

Sbor Prokopa Holého je malý filiální kostel církve československé husitské na Frajtově náměstí v Olomouci-Černovíře postavený ve funkcionalistickém stylu.

## Historie
Sbor vyprojektoval a postavil Jan Komrska, 21. srpna 1938 byl položen základní kámen a 12. května 1940 byl kostel slavnostně otevřen. Roku 1997 byl kostel poškozen povodněmi, 2. dubna 2006 další povodeň opět poškodila kostel (v literatuře je uváděno poškození povodní z roku 2005). K roku 2007 byl sbor uzavřen.[zdroj?]

## Popis
Jde o jednolodní kostel s půdorysem 14,5 × 8 m. Výška lodi je 5 m, věž je vysoká 11,5 m. Okno na věži má tvar dvojramenného kříže, na věži jsou hodiny a husitský kalich. Výzdoba interiéru pochází od akademického sochaře Vladimíra Navrátila.